# Batman et les Tortues Ninja
Pour plus de détails, voir Fiche technique et Distribution.
Batman et les Tortues Ninja (Batman vs. Teenage Mutant Ninja Turtles) est un film d'animation américain réalisé par Jake Castorena, sorti directement en vidéo en 2019. Il s'agit de l'adaptation de la série comics Batman et les Tortues Ninjas, Amère pizza (Batman/Teenage Mutant Ninja Turtles) de James Tynion IV et Freddie Williams II, sorti en 2016.
Le film suit Batman, Batgirl et Robin qui forment une alliance avec les Tortues Ninja pour affronter Shredder qui s'est apparemment joint à Ra's al Ghul et sa Ligue des Assassins, afin de pouvoir prendre le contrôle de la ville.

## Synopsis
À l'entreprise Powers Industrial, la jeune Barbara Gordon assiste au vol du générateur d'alimentation par le Clan des Foot et au combat qui les opposes à 4 créatures, que Barbara Gordon identifie comme des métahumains. Elle rapporte cet incident à Batman, qui en déduit que son entreprise sera la prochaine sur la liste, les différents élément volé permettant de créer un disperseur capable de répandre un produit, comme du poison, sur toute la ville. Il affronte donc le Clan des Foot à la société Wayne Enterprises et parvient à les défaire sans trop de difficulté. Cependant, Shredder intervient et parvient à le neutraliser.
Il s'avère que les métahumains repérés par Batgirl sont en réalité les Tortues Ninja, qui ont appris que Shredder avait un nouveau partenaire à Gotham et tentent de l'identifier. En suivant les Foot à Wayne Enterprises, elles tombent sur les hommes du Pingouin, lequel fait mention d'une "chauve-souris" et fait usage de ses nombreuse armes parapluies, au plus grand bonheur de Michelangelo. Après un rapide combat qui met le criminel en fuite, les Tortues se retrouvent face à Batman. Comprenant qu'il est la "chauve-souris" dont avait parlé le Pingouin, ils engagent le combat, le prenant pour l'allié de Shredder. Mais le Chevalier Noir de Gotham est trop puissant pour eux et les contraint au repli.
Plus tard les Tortues Ninja se renseignent sur Batman, cherchant son repaire. Donatello parvient à déterminer un emplacement probable et les conduit à la Batcave, dans laquelle les quatre frères sont attaqués par Robin. Après l'arrivée de Batman et Batgirls, ainsi qu'une rapide présentation, les deux groupes de justiciers se rendent compte qu'ils ont le même objectif et qu'il est donc plus profitable de s'allier que de se tirer dans les pattes. Robin dévoile que Shredder et le Clan des Foot sont associés avec Ra's al Ghul et la Ligue des Assassins, leur but étant de combiner le Mutagène et le Venin du Joker pour créer un Venin Mutagène qui transformera la population de Gotham en mutants fous.
Pour réaliser leur sombres desseins, Ra's Al Ghul et Shredder s'introduisent dans l'Asile d'Arkham, liquidant les gardes et libérant les prisonniers après avoir obtenu du Joker la formule de son Venin et lui avoir fourni une dose de Mutagène qui transforme chacun d'eux en monstre: le Joker en cobra mutant, Mr. Freeze en ours polaire mutant, l'Épouvantail en corbeau géant mutant, Double-Face en chat à deux visages mutant, Poison Ivy en plante carnivore mutante, Bane en jaguar mutant et Harley Quinn en hyène mutante.
Avertis de l'incident alors qu'ils élaboraient un antidote au Venin Mutagène, les Tortues Ninja et la Bat Familly arrivent à Arkham et, après une brève bataille contre les détenus mutants, l'impulsivité des Tortues fait tomber Batman dans le piège du Joker, qui utilise le Venin Mutagène sur le Chevalier Noir, lequel se transforme en chauve souris mutante incontrôlable et s'en prend à ses coéquipiers. Ces derniers parviennent à neutraliser le Joker, Harley et Batman et à les guérir avec l'antidote, avant de remarquer que l'évasion n'était qu'une diversion pour Shredder et Ra's Al Ghul, qui achètent le composant de Wayne Enterprises au Pingouin, qui avait profité de l'occasion pour le voler, avant de le trahir et de liquider les hommes du criminel, qui bat en retraite.
Alors que Batman se soigne dans la Batcave, les protagonistes découvrent que leurs adversaires vont lancer leur engin infernal depuis l'usine de Ace Chemicals. C'est alors que Batman demande aux Tortues Ninja de ne pas quitter Gotham City, une alliance entre eux étant impossible en raison de leur impulsivité démontrée à Arkham; mais étonnamment, c'est Raphaël qui parvient à comprendre les véritable motivations de Batman et à le convaincre de continuer à collaborer.
Les justiciers débarquent à l'usine Ace Chemicals et affrontent le Clan des Foot et la ligue des Assassins, ainsi que des mutants, avant de se confronter à Shredder et à Ra's Al Ghul. Batgirl, Raphael et Robin affrontent les hommes du Clan des Foot et de la Ligue des Assassins, Leonardo affronte Ra's Al Ghul, Batman affronte Shredder tandis que Donatello et Michelangelo neutralisent le disperseur avant son activation. La seul façon de neutraliser la machine infernale étant de surcharger son générateur, ils provoquent l'autodestruction, et la détonation qui suit fait tomber Shredder dans une cuve de Venin. Elle déclenche aussi une réaction en chaîne qui fait sauter toute l'usine, les protagonistes ayant juste le temps de la quitter après avoir évacué tous les criminels qui seront en garde à vue.
Avant que les Tortues Ninja ne doivent quitter Gotham City pour revoir leur maître Splinter, Batman propose avec la Bat Familly de se régaler de pizza à la Bat Cave. Dans une scène post-générique, on découvre que Shredder a survécu a l'explosion et que son passage par la cuve de Venin l'a transformé en Joker Shredder.

## Fiche technique
Sauf indication contraire, les informations mentionnées dans cette section peuvent être confirmées par la base de données cinématographiques IMDb,  présente dans la section « Liens externes ».
- Titre original : Batman vs. Teenage Mutant Ninja Turtles
- Réalisation : Jake Castorena
- Scénario : Marly Halpern-Graser, d'après Batman créé par Bob Kane et Bill Finger et les Tortues Ninja créées par Kevin Eastman et Peter Laird
- Montage : Robert Ehrenreich
- Musique : Kevin Riepl
- Production : Ben Jones

Producteurs délégués : Benjamin Melniker, Sam Register, Michael E. Uslan et Chris Viscardi
- Sociétés de production : DC Entertainment, Nickelodeon, Warner Bros. Animation et Warner Bros. Home Entertainment
- Société de distribution : Warner Home Video (États-Unis)
- Budget : n/a
- Pays d'origine :  États-Unis
- Langue originale : anglais
- Format : couleur
- Genre : animation, super-héros, action
- Durée : 84 minutes
- Dates de sortie[1] : 
  -  États-Unis : 31 mars 2019 (avant-première au WonderCon), 4 juin 2019 (en vidéo)
  -  France : 19 juin 2019 (en DVD et VOD)
- Interdit aux moins de 12 ans

## Distribution

### Voix originales
- Troy Baker : Batman ; le Joker[2]
- Darren Criss : Raphael
- Kyle Mooney (en) : Michelangelo
- Baron Vaughn : Donatello
- Eric Bauza : Leonardo
- Rachel Bloom : Barbara Gordon / Batgirl
- Tom Kenny : le Pingouin
- John DiMaggio : Mr. Freeze
- Tara Strong : Harley Quinn ; Poison Ivy
- Carlos Alazraqui : Bane
- Cas Anvar : Ra's al Ghul
- Keith Ferguson : Baxter Stockman ; Double-Face
- Brian George : Alfred Pennyworth
- Ben Giroux : Robin
- Andrew Kishino : Shredder
- Jim Meskimen : commissaire James Gordon ; l'Épouvantail

### Voix françaises
- Emmanuel Jacomy : Bruce Wayne / Batman
- Franck Lorrain : Leonardo
- Julien Allouf : Raphael
- Adrien Larmande : Michelangelo
- Nathanel Alimi : Donatello
- Véronique Picciotto : Barbara Gordon / Batgirl
- Bernard Métraux : Ra's Al Ghul
- Stéphane Fourreau : Shredder
- Marc Saez : le Joker
- Gilbert Lévy : le Pingouin
- Gabriel Bismuth-Bienaimé : Damien Wayne / Robin
- Jean-François Lescurat : Alfred
- Kelvine Dumour : Harley Quinn
- Franck Capillery : Dr Baxter Stockman
- Gabriel Le Doze  : James Gordon
- Éric Peter : Mister Freeze
- Vincent Violette : l'Épouvantail
- Dominique Vallée : Poison Ivy

## Accueil critique
Sur le site Écran large, le film a reçu une note moyenne de 4/5[réf. nécessaire].
Sur babelio.com, il reçoit une note de 4,1/5[réf. nécessaire].

## Projet de suite
La scène post-générique montre Shredder surgissant des décombres de l'usine d'ACE Chemicals, rendu fou par les produits de la cuve dans laquelle il est tombé, son apparence physique à présent semblable à celle du Joker. Une suite est donc tout à fait possible, mais n'a pas encore été confirmée[réf. nécessaire].